# Fuerte de Santa Juana de Guadalcazar

En el escudo de Santa Juana figura el Fuerte de Santa Juana de Guadalcazar.

El Fuerte Santa Juana de Guadalcazar es una antigua fortificación ubicada en la comuna chilena de Santa Juana, en la Provincia de Concepción de la Región del Biobío, específicamente a seiscientos metros al oeste de la plaza.

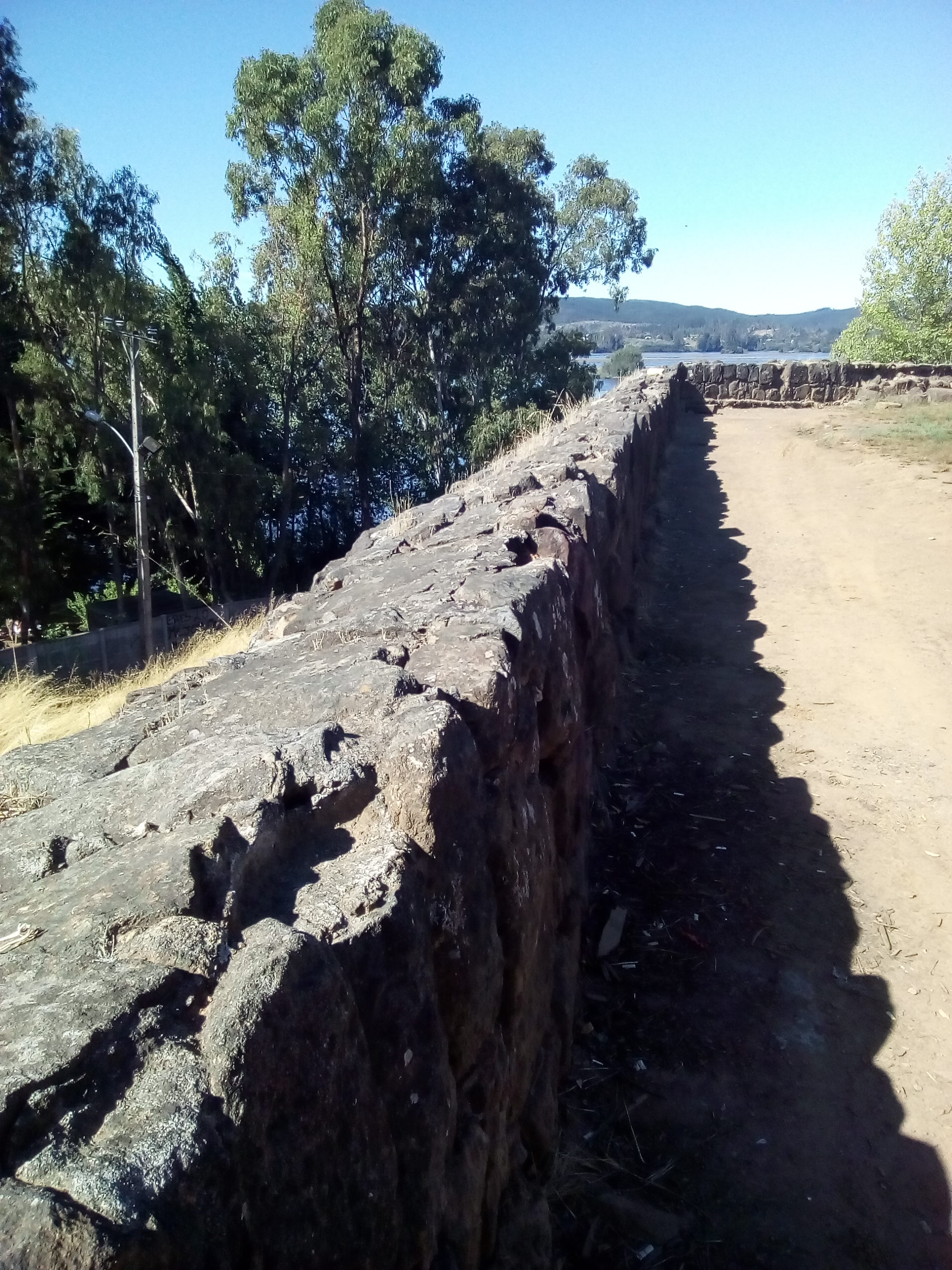
Varios muros se encuentran en perfectas condiciones y permiten una excelente vista del Río Biobío

Fue fundado en 1626, durante el periodo del gobernador Luis Fernández de Córdoba y Arce,  para estabilizar la frontera en el río Biobío, tras el desastre de Curalaba y posterior sublevación mapuche en 1598. Forma parte del dispositivo de fuertes creados con esa finalidad en todo el Biobío en esas fechas, es decir aplicar la estrategia de Guerra Defensiva, conteniendo a los mapuches al sur de este rio. Controlaba el acceso a Concepción por la ribera sur del río dado que la Cordillera de Nahuelbuta es una barrera natural, dificultaba el paso entre la cordillera y el río. Controlaba además el vado natural que se produce en ese punto.  
Aprovechando el agua de la laguna cercana de Rayenantú, le permitía estar rodeado con fosos y tener un puente de acceso, sus muros fueron construidos con piedra hexagonal. 
Destruido y reconstruido en varias oportunidades,[cita requerida] fue declarado Monumento nacional de Chile el 26 de octubre de 1977, en la categoría de «Monumento Histórico».

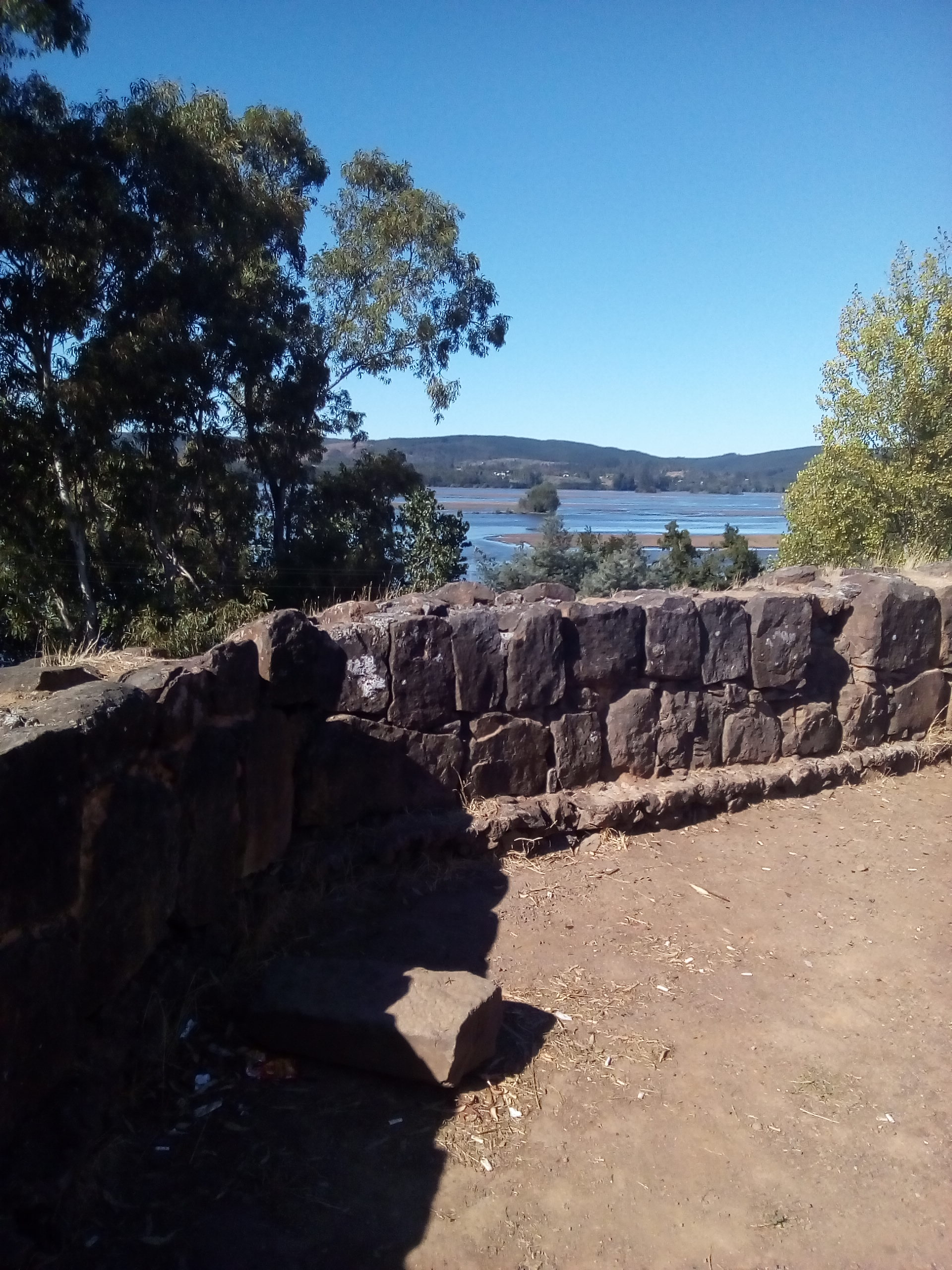
Permitía control de los vados
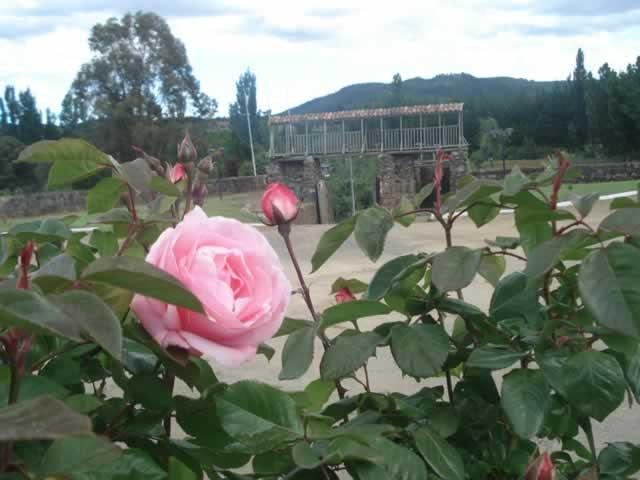
Interior del fuerte.
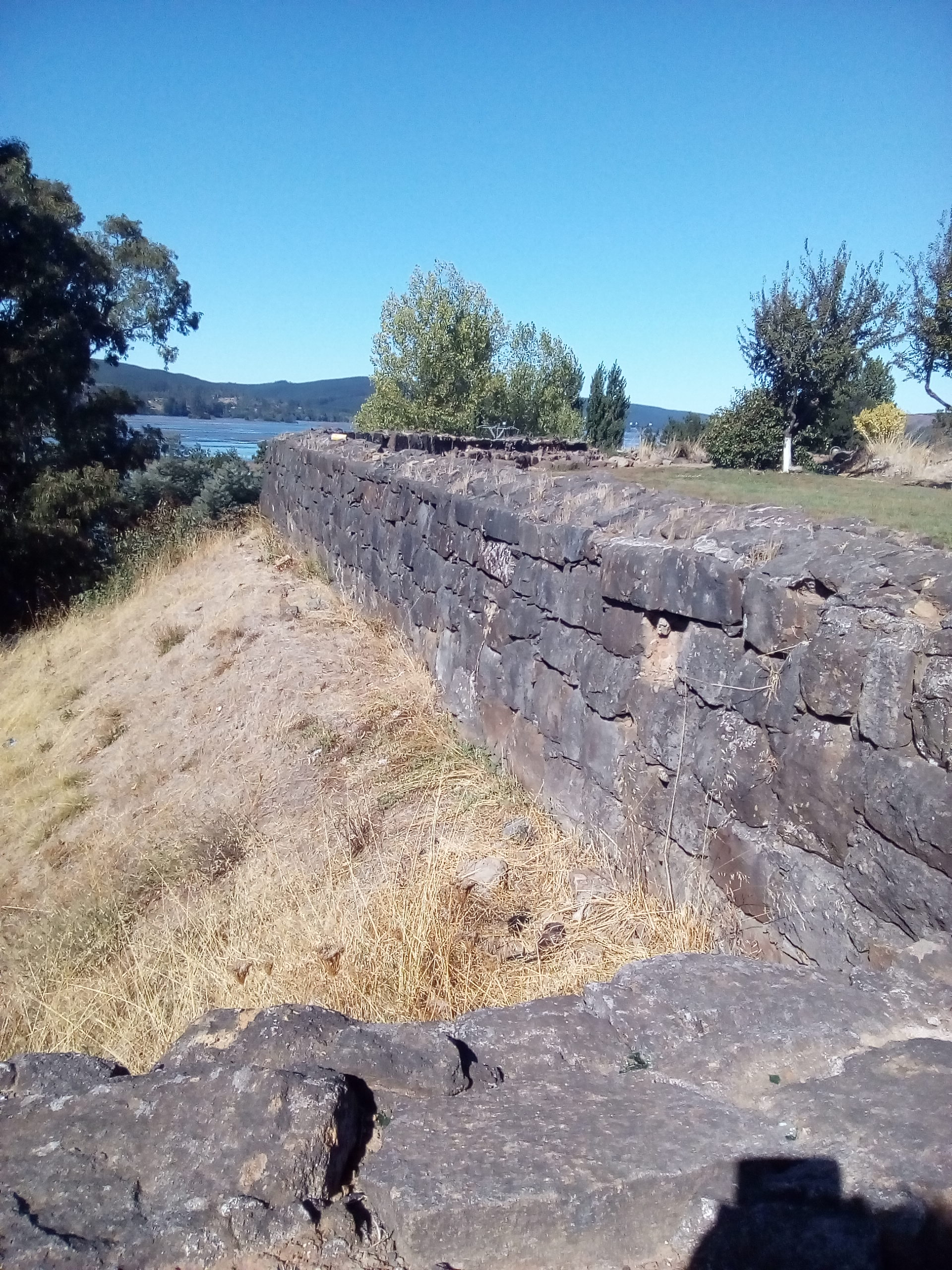
El lado sin agua tiene un fuerte talud defensivo.
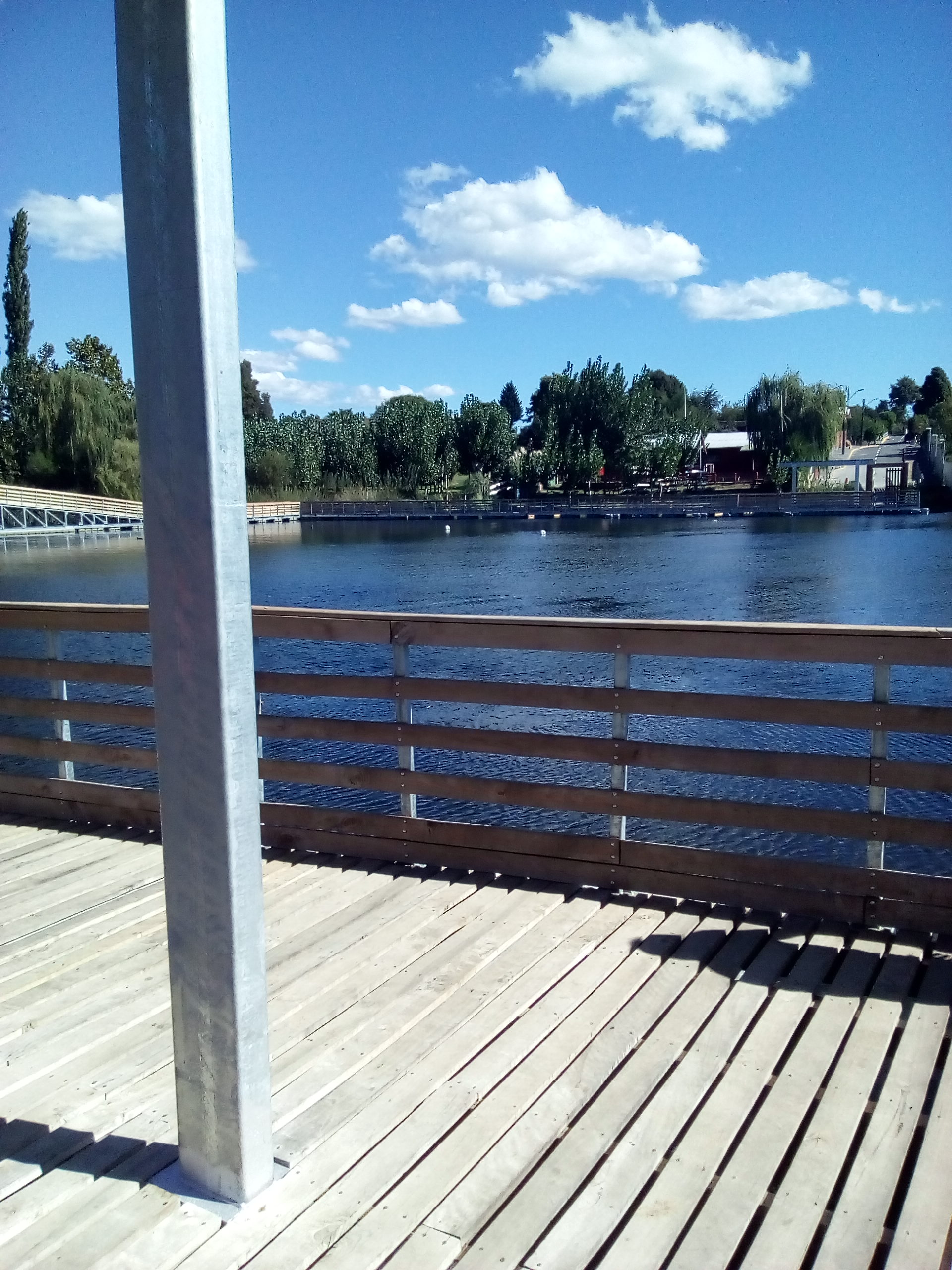
La Laguna Rayenantú le permitía proteger el flanco norte